# Estreito de Vries

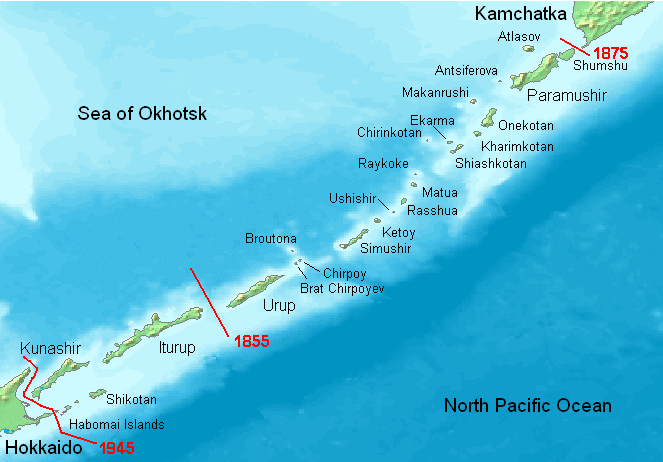
Localização do Estreito de Vries

Estreito de Vries ou Linha Miyabe é um estreito entre as duas principais ilhas das Curilhas. Fica entre o extremo nordeste de Iturup e o sudoeste de Urup, ligando o Mar de Okhotsk ao Oceano Pacífico, com um comprimento de 42 km.
Recebeu o seu nome em homenagem ao explorador neerlandês Maarten Gerritsz Vries, o primeiro europeu que se sabe ter explorado a região.